# Mario Soto Godoy
Mario Tito Soto Godoy (Arequipa, 6 de febrero de 1951) es un geólogo, topógrafo, profesor universitario y político peruano. Fue diputado por la región Puno en el disuelto periodo 1990-1992.

## Biografía
Mario Soto nació el 6 de febrero de 1951 en la ciudad de Arequipa en Perú.
Estudió en la Universidad Nacional de San Agustín y en la Universidad Nacional del Altiplano, donde se graduó con el título de geólogo. Fue también profesor y decano de la UNAP.
Como político incursionó cuando en el año 1989 se inscribió como militante de Cambio 90, movimiento político fundado por Alberto Fujimori con el cual buscaba postular a la presidencia del Perú en las elecciones presidenciales del año 1990. Soto acompañó a Fujimori como candidato a la Cámara de Diputados del Congreso de la República por la circunscripción de Puno y terminó resultando electo diputado para el periodo parlamentario 1990-1995.
En marzo del año 1991, Mario Soto junto con otros diputados de Cambio 90 fueron expulsados del partido tras su discrepancias con algunas medidas económicas del gobierno de Alberto Fujimori. Posteriormente en la noche del 5 de abril de 1992, su cargo fue disuelto por el autogolpe de estado del régimen fujimorista, hecho que generó oposiciones por la medida del gobierno y en la cual Soto formó parte de las protestas contra el golpe. Ese mismo año, el presidente Fujimori convocó a elecciones para la conformación de un Congreso Constituyente Democrático y Mario Soto participó en los comicios como invitado en la lista de Solidaridad y Democracia, partido político de Manuel Moreyra Loredo. Sin embargo, su candidatura no tuvo éxito.
En el año 1995, postuló sin éxito al Congreso unicameral como miembro del partido Unión por el Perú. Luego en el año 2006 con el partido Reconstrucción Democrática, en el cual estuvo afiliado desde el año 2004 hasta el año 2007.